# Karl Altenburger
Karl Altenburger (Altenburg, 27 agosto 1909 – Jestetten, 2 febbraio 1978) è stato un ciclista su strada tedesco, professionista dal 1929 al 1938.

## Carriera
Nel 1933 riuscì ad imporsi in due tappe del Tour de Suisse e ottenne un secondo posto nel Tour du Lac Léman; secondo anche nell'anno precedente, riuscì poi ad aggiudicarsi il Tour du Lac Léman nel 1935. In Svizzera fece molto bene anche nel Campionato di Zurigo, dove fu secondo nel 1931 e terzo nel 1932. Nel 1935 ottenne anche un terzo posto nella tappa di Lanciano al Giro d'Italia.
Nel 1936 fondò a Jestetten un'azienda per la produzione di componenti come leve dei freni e deragliatori.

## Palmarès
- 1931

Circuito Franco-Svizzero
- 1933

4ª tappa Tour de Suisse
5ª tappa Tour de Suisse
- 1935

Tour du Lac Léman

## Piazzamenti

### Grandi Giri
- Giro d'Italia

1933: 27º
1935: 17º
- Tour de France

1931: ritirato (12ª tappa)
1932: 48º
1933: ritirato (4ª tappa)

### Classiche monumento
- Milano-Sanremo

1933: 4º
1934: 15º
1935: 19º
1936: ritirato
1937: 34º